# Antonio García Ramos
Antonio García Ramos, conegut com a Rusky, (Badalona, 1 de febrer de 1953) és un exfutbolista català de la dècada de 1970.

## Trajectòria
Es formà a les categories inferiors del CF Bufalà i del CF Badalona, arribant a jugar al primer equip del club badaloní. El 1973 fitxà pel Barcelona Atlètic, on jugà durant tres temporades, arribant a disputar quatre partits de Copa amb el primer equip del FC Barcelona. Després d'una temporada cedit al Reial Valladolid, fitxà per aquest equip, on jugà vuit temporades, esdevenint un dels màxims golejadors de la història de l'equip amb 93 gols en 231 partits oficials. Al desembre del 1983 fitxà pel CE Sabadell, on jugà fins al final de la temporada 1983-84.